# Dunsinane Hill
Dunsinane Hill est une colline d'Écosse.

## Géographie
Dunsinane Hill appartient au massif des Sidlaw Hills. Elle se situe à une dizaine de kilomètres au nord-est de la ville de Perth. Le village le plus proche est Collace (en). Elle culmine à 310 m d'altitude.

## Histoire
Le sommet de Dunsinane Hill abrite une colline fortifiée de l'âge du fer britannique. Il est traditionnellement identifié comme le site de la victoire du comte anglais Siward de Northumbrie sur le roi écossais Macbeth en 1054. Cependant, le premier à l'affirmer est le chroniqueur Andrew Wyntoun qui écrit au XVe siècle, près de quatre cents ans plus tard.

## Dans la culture
Dunsinane est le cadre des dernières scènes de la pièce Macbeth de William Shakespeare. Une prophétie veut que Macbeth ne puisse être vaincu avant que la forêt de Birnam (à quelques kilomètres au nord-est) ne s'avance jusqu'à Dunsinane.
En 2010, le dramaturge écossais David Greig imagine une suite à la pièce de Shakespeare qu'il intitule Dunsinane.